# Ecstasy of Saint Theresa
The Ecstasy of Saint Theresa (EOST) é uma das bandas mais famosas na República Checa, precursora do estilo shoegaze nesse país. Além disso, incorporou influências neoclássicas e eletrônicas em seus álbuns posteriores, o que garantiu a banda um status internacional .

## Integrantes
- Jan P. Muchow, Multi-instrumentista
- Kateřina Winterová, Vocal

## Discografia
- Pigment e.p. (EP, 1991)
- Susurrate (LP, 1992)
- ...fluidtrance centauri... (EP, 1993)
- Free-D (Original Soundtrack) (LP, 1994)
- AstralaVista (EP, 1994)
- In Dust 3 (LP, 1999)
- Dumb It rmx's (EP, 2000)
- 4B4 (4x LP compilation, 2001)
- I'm (Not Really) Optimistic (EP, 2002)
- Slowthinking (LP, 2002)
- Local Distortion (EP, 2003)
- Fastmoving / Slowthinking (DVD, 2003)
- Happy R (EP, 2003)
- Thirteen Years In Noises (LP, 2004)
- It (EP, 2005)
- Watching Black, White Looking (Single, 2006)
- Watching Black (LP, 2006)
- 101010 (DVD, 2011)[3]